# Русенська область
Русенська область (болг. Област Русе) — область в Північно-центральному регіоні Болгарії. Адміністративний центр — Русе.
Населення становить близько 260 тис. осіб. Провінція займає площу 2803 км² і складається з 8 муніципалітетів.

Провінція межує на півночі з річкою Дунай і межує з Румунією. Станом на 2010 рік єдиний болгарський міст через річку Дунай розташований у столиці провінції: Дунайський міст з'єднує Русе та Джурджу в Румунії.